# میناموتو نو یوشیهیرو
میناموتو نو یوشیهیرو، (به ژاپنی: 源義広 みなもと の よしひろ) یا شیدا یوشیهیرو (به ژاپنی: 志田 義広 しだ よしひろ)، یک فرمانده نظامی در پایان دوره هی‌آن. سومین پسر میناموتو نو تامه‌یوشی، نسل پنجم خاندان کاواچی گنجی. نام‌های دیگر او استاد شیدا سابورو (志田三郎先生) یا یوشینوری (義憲 よしのり) بود.